# École de production Boisard
Pour les articles homonymes, voir Boisard.
L'École de production Boisard est un établissement technique privé lyonnais, plus que centenaire et formant les élèves à partir de commandes de clients.
Elle a été fondée en 1882 par le chanoine Louis Boisard, ingénieur centralien de Lyon de la promotion 1867.
Elle participe régulièrement à diverses compétitions professionnelles, notamment au Trophée SIA, en partenariat avec l'Écurie Piston Sport Auto de l'ECL[réf. nécessaire].